# スーパーヒューマン・サムライ・サイバー・スクワッド
『スーパーヒューマン・サムライ・サイバー・スクワッド』（英: Superhuman Samurai Syber Squad）は、アメリカ合衆国のテレビドラマ。日本の特撮テレビドラマ『電光超人グリッドマン』をアメリカでローカライズした作品。1994年9月12日から1995年7月15日までシンジケーション番組として放送され、ABC放送でも放送された。略称は「SSSS」。

## ストーリー
コンピューター内に潜む悪のプログラム、キロカーンはマルコム・フリンクが生み出したメガウィルス・モンスターを使い、デジタル・ワールドに攻撃を開始する。とある事件からデジタル・ワールドに入れるようになったサム、タンカー、シド、アンプらアマチュアバンドの少年たちは、それを阻止するべく戦うこととなる。

## 概要
『電光超人グリッドマン』の商品をアメリカ合衆国へ輸出するに際して企画された番組で、サバン・エンターテイメント製作の『パワーレンジャー』の影響を受けて製作された。『パワーレンジャー』のように戦闘シーンの新規撮影は行われず、使用済みの戦闘シーンを何度も流用するということも行われた。新規撮影シーンはすべてセット撮影で、セットの種類は主要人物の自室、学校の廊下とカフェテリア、ビークルの操縦席と多くはない。少ないセットで撮影を行うことで短期間で多くのエピソードを撮影できたとされる。
ストーリーエディターのジーマン・メイゴンとマーク・ザスラヴは執筆の速さを買われて起用され、1週間で4話分の脚本を執筆している。メイゴンは当時の事を「頭をかきむしる日々だった」と述べているが、DIC側の脚本チェックなどがなかった為、自分たちが好きなビートルズのネタを番組中に組み込むことが出来たとも述べている。
最終回は制作終了から数週間後に追加制作が決定したため、すでにセットが解体されたことからこのエピソードのみグリフィスパークにてロケが行われている。
ジーマン・メイゴンによればマーク・ザスラヴともにDICに呼ばれ、続編について話し合いを行ったと述べており、企画を書いたが実現はしなかったと述べている。
タイトルは当初、『パワーボーイ』 (PowerBoy) の予定だったが、『パワーレンジャー』との混同を防ぐために変更された。DICは、タイトル変更はフォックス放送からの要望だったとしている。
タイトルにある「サイバー」の綴りは本来なら「Cyber」が正しいが、頭文字をSに統一するため、「Syber」となっている。
第39話「Kilo Is Coming To Town（キロが街にやって来る！）」にてキロカーンとチーム・サムライの最終決戦が行われ、日本版における藤堂武史であるマルコム・フリンクがチームサムライを助けて友情を結ぶという最終話のような展開が行われたが、クール延長のためか互いに記憶喪失として対立関係が続くことになった結果、『グリッドマン』より長い第53話まで続けて放送された。

### 『電光超人グリッドマン』との繋がり
人物パートを撮り直す関係で、『グリッドマン』の主要人物はアメリカのハイスクールに通っていたアマチュアバンドのチーム・サムライの面々にほぼ一新されている。また、サーボ（グリッドマン）に変身するサム以外のタンカー、シドニー、アンプ、ラッキーといった仲間たちも、コンピュータワールドでアシストパーツに乗り込む。
2018年に日本で放送されたテレビアニメ『SSSS.GRIDMAN』には、アシストウェポンとしてグリッドマンをサポートする面々「新世紀中学生」が登場する。その名称などには、本作へのオマージュを感じさせる部分も多い。

## 登場人物

### チーム・サムライ
ノースバレー高校に通う学生によって結成されたアマチュアバンド。
サム・コリンズ
偶然サーボ（グリッドマン）に変身する能力を得た少年。バンドのリーダーでギターを担当。変身する際の掛け声は「レッツ・サムライズ、ガイズ!」。
当初名称はザック・ジェイソンが予定されていたが、『マイティ・モーフィン・パワーレンジャー』に登場するキャラクターとの混同を防ぐため、変更された。
タンカー
運動が得意。バンドではドラムを担当。シドニーに想いを寄せている。デジタル・ワールドに入る際の掛け声は「レッツ・キック・サム・ギガブット!」。メインメカニックはトラクト（ゴッドタンク）。
最終話では不在のサムに代わり、サーボに変身している。
シドニー“シド”・フォレスタ
バンドではボーカルとキーボードを担当している。デジタル・ワールドに入る際の掛け声は「パンプアップ・ザ・パワー!」。メインメカニックはドリル戦車の「ボラー（ツインドリラー）」
アンプ・エル
ひょうきんな性格。バンドではベースを担当。デジタル・ワールドに入る際に言う台詞が毎回異なっている。その正体は異星人であり、第40話にて地球から去ったことが明かされた。メインメカニックは戦闘機の「ヴィッター（サンダージェット）」
ラッキー・ロンドン
第40話から登場。アンプに変わりメンバーとなりヴィッターに搭乗する。サーフィンが得意。デジタル・ワールドに入る際の掛け声は「サーフズ・アップ!」。

### 敵
キロカーン
軍によって作られた人工知能プログラム。自分こそがデジタル・ワールドを支配する存在だと考え、行動を起こした。電光超人グリッドマンにおける「魔王カーンデジファー」を流用している。立ち位置も概ね変わらない。
マルコム・フリンク
サムと同じ学校に通っている少年。ジェンに片思いしている。キロカーンと手を組み、メガウィルス・モンスターを作り出す。電光超人グリッドマンにおける藤堂武史、SSSS.GRIDMANにおける新条アカネの立ち位置。
39話「Kilo Is Coming To Town(キロが街にやって来る！）」にてキロカーンによって切り捨てられるがチーム・サムライの面々を助けるべく自らもギターを弾いて援護する事で勝利に導く。その後サムと共に固い握手を交わし友人になる。
メガウィルス・モンスター（電光超人グリッドマンの登場怪獣）
マルコムが製作し、キロカーンによって生命を与えられたコンピューターウィルス。声は言葉を喋る一部のモンスターを除き、日本版のものが流用されている。

### 一般人
ジェニファー“ジェン”・ドイル
サムの恋人。
リンダ“チャチャ”・スターキー
ノースバレー高校の学生食堂のランチレディー。
プラチェート校長
ノースバレー高校の校長。
“ヨリィ”ヨランダ・プラチェート
プラチェート校長の娘で生徒会長。
“リズ”エリザベス・コリンズ
サムの妹。声のみの出演。

## メカニック・武装
デジタル・コミュニケーター（アクセプター）
サムライシールド（バリアーシールド）
サムライソード（プラズマブレード）
サムライシンクソード（電光雷撃剣グリッドマンソード）
サムライソードとサムライシールドを組み合わせた剣。戦斧（サンダーアックス）にも変形する。
ヴィッター（サンダージェット）
戦闘機。レーザー砲が武器。メインパイロットはアンプ、ラッキー。
トラクト（ゴッドタンク）
大型戦車。パイロットはタンカー。一度だけシドが操縦した。
ボラー（ツインドリラー）
ドリル戦車。メインパイロットはシド。一度だけタンカーが操縦した。
ゼノン（ゴッドゼノン）
ヴィッター、トラクト、ボラーが合体したロボット。
シンクロ（サンダーグリッドマン）
サーボがヴィッター、トラクト、ボラーが合体した形態。
ドラゴンキャノン（ドラゴニックキャノン）
ジャンブ（ダイナファイター ）
ドラゴの頭部に変形する戦闘機。
トーブ（キングジェット）
ドラゴのボディに変形する大型戦闘機。
ドラゴ（ダイナドラゴン）
ジャンブとトーブが合体したロボット。鳴き声は日本版のものを流用している。
フォルモ（キンググリッドマン）
サーボとトーブが合体した形態。

## キャスト

### レギュラー・準レギュラー
- サム・コリンズ：マシュー・ローレンス
- タンカー：ケビン・カストロ
- シドニー・フォレスター：ロビン・メアリー・フローレンス
- アンプ・エル：トロイ・スレイテン
- ラッキー・ロンドン：レンブラント
- キロカーン（声）：ティム・カリー
- マルコム・フリンク：グレン・ボーディン
- ジェニファー・ドイル：ジェイム・ベッチャー
- チャチャ・リンダ・スターキー：ダイアナ・ベラミー
- プラチェート校長：ジョン・ウェズリー
- ヨランダ・プラチェート：ケリー・カークラント
- エリザベス・コリンズ（声）、セクシーボイス（声）(7)、占い師（声）(10)、目覚まし時計（声）(16)：キャス・スーシー
- オープニング・ナレーション：ゲイリー・オーウェン

### 主なゲスト
カッコ内は出演話数
- ニュースキャスター/アナウンサー（1、3、4、11、16、18、20、21、31、44、51）：グレッグ・アンダーソン
- 電話局の局員（声）(1)、警察官1（声）(2)、 流通倉庫の職員（声）(11)、DJ（声）(20)、セキュア・オール3000（声）(30)：ニール・ロス
- Mrs.ティル(4) - アンジェラ・ハーヴェイ
- スターキーの母親(4) - ドロシー・ブラウンスタイン
- チャド・ウィリアムズ(22)：R.J.ウィリアムズ
- ストリートの男(31)、テープのアナウンサー（声）(32)、ラジオナード（声）(45)：ジェス・ハーネル
- エルフ(39) - ロバート・エヴァン・ヘイワード
- エルフ(39) - マイケル・モンロー・ヘイワード
- ラペル(49) - リチャードソン・モース
- ロレス·ジョンソン(52)：シルク
- チャールズ・ジョンソン(52)：ターポン・ロンドン

## スタッフ
- 製作総指揮 - アンディ・ヘイワード、円谷皐、ロビー・ロンドン、ジョー・タリテロ
- 共同製作総指揮 - ブラッド・クライズバーグ
- スーパーバイジング・プロデューサー/ストーリーエディター - マーク・ザスラヴ、ジーマン・メイゴン
- コンサルティング・プロデューサー - ジャニス・ソンスキー
- エグゼグティブ・スペシャルエフェクト・スーパーバイザー - 高野宏一
- 特撮監督 - 佐川和夫
- キャスティング・ディレクター - マーシャ・ゴードマン
- プロダクション・デザイナー - ジョン・シャフナー、ジョー・スチュワート
- アートディレクター - ケリー・ヴァン・パーター
- 撮影監督 - スコット・ケイ
- 音楽スーパーバイザー - ジョアン・ミラー
- 音楽 - リード・ロビンス、マーク・サイモン
- 編集 - カート・ヘイダル、ロン・デーモン
- 製作責任者 - リチャード・G・キング
- クリエイティブ・スーパーバイザー - アンディ・ヘイワード、マイク・マリアーニ
- 制作 - 円谷プロダクション、ウルトラコム、DICプロダクションズ
- 配給 - オール・アメリカン・テレビジョン

## 各話リスト
| 話数 | サブタイトル                            | 登場メカウィルスモンスター                                                    | 監督                     | 脚本                                      |
| ---- | --------------------------------------- | ----------------------------------------------------------------------------- | ------------------------ | ----------------------------------------- |
| 1    | To Protect and Servo                    | カットホブ（ボルカドン）                                                      | ブラッド･クライスバーグ  | ジーマン・メイゴン マーク・ザスラヴ       |
| 2    | Samurize                                | ブリンク（亜武丸）                                                            | ブラッド･クライスバーグ  | ジーマン・メイゴン マーク・ザスラヴ       |
| 3    | Samurize, Guys!                         | トリマブロー（ジェネレドン）                                                  | ブラッド･クライスバーグ  | ジーマン・メイゴン マーク・ザスラヴ       |
| 4    | Amp Loves You, Yeah, Yeah, Yeah!        | 名称不明モンスター（ギュルンバ） スケルトン・ヴィールス（チドゲラー）         | ブラッド･クライスバーグ  | ジーマン・メイゴン マーク・ザスラヴ       |
| 5    | An Un-Helping Hand                      | ナイトメア・ヴィール（ダズルバ） スコーン （シノビラー）（声 - ニール・ロス） | ジーノ・タナセスク       | ジーマン・メイゴン マーク・ザスラヴ       |
| 6    | His Master's Voice                      | スコーン（カンフーシノビラー） （声 - ニール・ロス）                          | ブラッド･クライスバーグ  | ジーマン・メイゴン マーク・ザスラヴ       |
| 7    | Some Like it Scalding                   | プレックトン（フレムラー）                                                    | ジーノ・タナセスク       | ジーマン・メイゴン マーク・ザスラヴ       |
| 8    | Mal-Kahn-Tent                           | シーボー（バモラ） （声 - グレン・ボーディン）                                | ブラッド･クライスバーグ  | ジーマン・メイゴン マーク・ザスラヴ       |
| 9    | The Cold Shoulder                       | トリマブロー グラーム（ブリザラー） プレックトン                              | ブラッド･クライスバーグ  | ジーマン・メイゴン マーク・ザスラヴ       |
| 10   | Que Sera Servo                          | 名称不明モンスター（ジュバゴン）                                              | ジーノ・タナセスク       | ジーマン・メイゴン マーク・ザスラヴ       |
| 11   | A Break in the Food Chain               | トリマブロー ホック（バギラ）                                                 | アダム・ワイズマン       | ジーマン・メイゴン マーク・ザスラヴ       |
| 12   | Ashes to Ashes Disk to Disk             | トロイド（ステルガン）                                                        | アダム・ワイズマン       | ジーマン・メイゴン マーク・ザスラヴ       |
| 13   | Lights, Camera, Action                  | スケルトン・ヴィールス コルド（アイガンガー）                                 | ブラッド･クライスバーグ  | ジーマン・メイゴン マーク・ザスラヴ       |
| 14   | Sweet and Sour Kilokahn                 | ホック                                                                        | アダム・ワイズマン       | ジーマン・メイゴン マーク・ザスラヴ       |
| 15   | To Sleep, Perchance to Scream           | クロノ（メカギラルス） ナイトメア・ビールス                                   | アダム・ワイズマン       | ジーマン・メイゴン マーク・ザスラヴ       |
| 16   | Out of Sight, Out of Time               | ソーン・ヴィールス クロノ                                                     | アダム・ワイズマン       | ジーマン・メイゴン マーク・ザスラヴ       |
| 17   | Money for Nothin' & Bits for Free       | クロニック（メタラス）                                                        | ジーノ・タナセスク       | ジーマン・メイゴン マーク・ザスラヴ       |
| 18   | Water You Doing?                        | ネクスター（テラガイヤー）                                                    | アダム・ワイズマン       | ジーマン・メイゴン マーク・ザスラヴ       |
| 19   | Just Brown & Servo                      | カットホブ 名称不明モンスター（メカバモラ）                                   | アダム・ワイズマン       | ジーマン・メイゴン マーク・ザスラヴ       |
| 20   | My Virus Ate My Homework                | ソーン・ヴィールス（プランドン） トロイド                                     | アダム・ワイズマン       | ジーマン・メイゴン マーク・ザスラヴ       |
| 21   | Hello Darkness, My Old Friend           | シーボー 名称不明モンスター（メカジェネレドン）                               | ブラッド･クライスバーグ  | ジーマン・メイゴン マーク・ザスラヴ       |
| 22   | Born With a Jealous Mind                | スモッグ・ヴィールス（スカボーン）                                            | アダム・ワイズマン       | ジーマン・メイゴン マーク・ザスラヴ       |
| 23   | Cheater, Cheater, Megabyte Eater        | ステューピッド・ヴィールス（デビルフェイザー） （声 - ニール・ロス）          | アダム・ワイズマン       | ジーマン・メイゴン マーク・ザスラヴ       |
| 24   | Romeo & Joule-Watt                      | 名称不明モンスター（メカバモラ） クロニック（ネオメタラス）                   | アダム・ワイズマン       | ジーマン・メイゴン マーク・ザスラヴ       |
| 25   | Rock n' Roll Virucide                   | ロックン・ロール・ヴィールス（ゴロマキング） （声 - ジェス・ハーネル）        | アダム・ワイズマン       | ジーマン・メイゴン マーク・ザスラヴ       |
| 26   | Stiff As A Motherboard                  | マヌフ（ニセアノシラス）                                                      | アダム・ワイズマン       | ジーマン・メイゴン マーク・ザスラヴ       |
| 27   | Pride Goeth Before a Brawl              | シドニー・ヴィールス（テレボーズ） （声 - ロビン・メアリー・フローレンス）    | ブラッド･クライスバーグ  | ジーマン・メイゴン マーク・ザスラヴ       |
| 28   | Starkey in Syberspace                   | ライドン（メカステルガン）                                                    | アダム・ワイズマン       | ジーマン・メイゴン マーク・ザスラヴ       |
| 29   | Hair I Stand, Head in Hand              | プレックトン（メカフレムラー）                                                | アダム・ワイズマン       | ジーマン・メイゴン マーク・ザスラヴ       |
| 30   | Portrait of the Artist as a Young Virus | 名称不明モンスター（ボランガ）                                                | ブラッド・クライスバーグ | エリック・ビートナー ジェームズ・ローリー |
| 31   | The Taunt Heard Round the World         | ホッキネイター（メカバギラ）                                                  | アダム・ワイズマン       | ジーマン・メイゴン マーク・ザスラヴ       |
| 32   | Tanks for the Memories                  | ネクスター                                                                    | アダム・ワイズマン       | ドン・ギリース                            |
| 33   | Love Me Don't                           | 名称不明モンスター（ギラルス）                                                | アダム・ワイズマン       | マーク・ザスラヴ ジーマン・メイゴン       |
| 34   | Syberteria Combat                       | マヌフ                                                                        | アダム・ワイズマン       | デイモン・ヘンリー                        |
| 35   | Over the River and Through the Grid     | ステューピッド・ヴィールス                                                    | アダム・ワイズマン       | ジーマン・メイゴン マーク・ザスラヴ       |
| 36   | Do Not Reboot 'Til Christmas            | スモッグ・ヴィールス                                                          | アダム・ワイズマン       | ジーマン・メイゴン マーク・ザスラヴ       |
| 37   | Kilokahn Is Coming to Town              | キロカーン                                                                    | アダム・ワイズマン       | ジーマン・メイゴン マーク・ザスラヴ       |
| 38   | Hide and Servo                          | プレックトン                                                                  | アダム・ワイズマン       | ジーマン・メイゴン マーク・ザスラヴ       |
| 39   | Little Ditch, Big Glitch                | コルド（マグネガウス）                                                        | アダム・ワイズマン       | ジーマン・メイゴン マーク・ザスラヴ       |
| 40   | Hasta la Virus, Baby!                   |                                                                               | アダム・ワイズマン       | ジーマン・メイゴン マーク・ザスラヴ       |
| 41   | Give 'Til It Megahertz                  | コルド                                                                        | アダム・ワイズマン       | マイケル・パトリック                      |
| 42   | The President's a Frink!                | スコーン                                                                      | アダム・ワイズマン       | ヒュー・マン                              |
| 43   | Beep My, Beep My Baby                   | 名称不明モンスター（メカバモラ）                                              | アダム・ワイズマン       | ドン・ギリース                            |
| 44   | Forget You!                             | コルド                                                                        | アダム・ワイズマン       | ロバート・G・ラントリー                   |
| 45   | Loose Lips Sink Microchips              | スコーン （声 - ニール・ロス）                                                | アダム・ワイズマン       | デイモン・ヘンリー                        |
| 46   | It's Magic                              | クロニック（ネオメタラス）                                                    | アダム・ワイズマン       | ジェームズ・イヴェール・マットソン        |
| 47   | Pratchert's Radical Departure           | 名称不明モンスター（ボランガ）                                                | ブラッド・クライスバーグ | ドン・ギリース                            |
| 48   | Foreign Languages                       | 名称不明モンスター（メカジェネレドン）                                        | ブラッド・クライスバーグ | ゲイリー・グラスバーグ                    |
| 49   | Truant False                            | ホック アンチウィルスプログラム（アノシラス）                                 | アダム・ワイズマン       | マイケル・パトリック                      |
| 50   | Lucky's Unlucky Adventure               | コルド                                                                        | ブラッド・クライスバーグ | ヒュー・マン                              |
| 51   | What Rad Universe!                      | ホッキネイター                                                                | アダム・ワイズマン       | マイケル・パトリック                      |
| 52   | Syber-Dunk                              | クロノ                                                                        | アダム・ワイズマン       | ヒュー・マン                              |
| 53   | Take a Hike                             | 名称不明モンスター（ギラルス）                                                | ブラッド・クライスバーグ | ジーマン・メイゴン マーク・ザスラヴ       |

## 映像ソフト化
Superhuman Samurai Syber Squad（VHS）
1994年11月10日発売。全3巻。発売元はDICトゥーンタイム ビデオ、ブエナ・ビスタ・ホーム・エンターテイメント。
Superhuman Samurai Syber Squad(DVD)
第1巻（第1 - 28話収録）は2013年2月19日に発売。 第2巻（第29 - 53話収録）は2013年10月1日に発売。発売元はミルクリークエンターテイメント。

## 玩具展開
玩具展開はプレイメイツ・トイズが行った。ベーシック・アクションフィギュアを除いて、原作の玩具とほぼ同様のものが発売されている。
サムライシングスーパーヒューマン・ウォーリア・シリーズ
日本のDXシリーズがベースの商品。電飾がオミットされている。サーボのフィギュアは20種類のバリエーションがあり、一部は頭部の造形を変更してチーム・サムライのメンバーの変身体と設定された。
サムライジングセット
日本のアクション合体シリーズがペースの商品。
ベーシック・アクションフィギュア・シリーズ
日本の電光ヒーローコレクションをベースした商品。元の商品からサイズが縮小されており、素材がソフトビニールから塩化ビニールに変更されている。サーボのフィギュアは10種類以上のバリエーションがあり、サムライシングスーパーヒューマン・ウォーリア・シリーズと同一内容の武器が付属する。他の商品にはプレイメイツ社の他商品から流用された武器が付属。
メガ・ミニチュアアクションフィギュアシリーズ
日本のミニコレがベースの商品。
リデジタイズド・バトルユニフォーム
後期商品として企画された。サーボの他にタンカー、シド、ラッキーの変身体が予定されていたが、発売されなかった。